# الأصبغة في العصر الإسلامي
كانت الصباغة من الصناعات المهمة والاختصاصية، والمرتبطة على نحو وثيق ومباشر بصناعة النسيج.   وقد بقيت الأصبغة الطبيعية المستخرجة من الحيوانات والنباتات هي الأصبغة الوحيدة المتوفرة حتى اكتشاف الأصبغة التركيبية في القرن التاسع عشر. ويجب الذكر هنا، أن الكتابات الموجودة لم تتناول جميع أنواع الأصبغة المستخدمة فعلا لأن مهنة الصباغة كما هي الحال في الكثير من الأسرار التلقينية للصناعات الإسلامية، تُنقل كحكمة باطنة من جيل إلى جيل، من المعلم إلى ابنه كما تلقاها عن أبيه، وحافظ على كتمان أسرارها المهنية، ولم تكتب قط، وحتى في حال كشف خباياها تظل ممارستها أقرب إلى الحساسية المبدعة منها إلى الوصفات الكيميائية الجاهزة. بالإضافة إلى أن طرق الصباغة المذكورة في المصادر العربية لم تدرس دراسة كافية. 
وقد دمرت المعارف الصباغية وممارستها الكيميائية البيولوجية (بصفتها نشاطًا تفاعليًا وتخميريًا يشتمل النبات والزهر والثمر ولحاء الأشجار والأملاح والأكاسيد وبعض الديدان والحشرات مثل الخنفساء)، وذلك مع تدمير المدن القديمة العربية والإسلامية، وتفتيت نسيجها الحضري بالتحديث التنظيمي العشوائي.
وقد كانت الصباغة ترتبط أكثر بالحياة الحضرية، حتى أن الصبّاغين يعتبرون من كبار المحترفين والعارفين النخبويين بأصول كيمياء الصباغة. ومن المعروف أن العام 1856 م شهد اكتشاف وسيط (الأنيلين) في الصباغة، وهو سائل زيتي (قطران الفحم) يصلح لصنع الأصباغ والعطور، لم تطبق صباغته الصنعية في مصابغ سجاجيد الشرق العربي والإسلامي حتى نهاية القرن التاسع عشر وبداية القرن العشرين.

## الأصبغة الحمراء
إن الأصبغة الحمراء من أهم الأصبغة لأنها تعطي لونًا حيويًا، موحيًا بالترف. وإحدى المصادر المهمة كانت حشرة اللك أو الحشرات من نفس العائلة، يعطي جسم الحشرة تدرجًا في اللون الأحمر من الفاهي إلى اللون القرمزي. وقد وصفت في الكتابات العربية بـالقرمز. وكان هناك نوع أخر من الأصبغة المستخرجة من الحشرات، وإحدى هذه الحشرات (cochenille) وتنحدر من نفس عائلة (Coccus cacti)، القادمة من أرمينيا وانتشرت في البلاد الإسلامية، كما يوجد نوع يسمى (Hermococcus verlilio) القادمة من المناطق المتوسطية ومن إيران. ويوجد وصف لاستخراج هذه الأصبغة من هاتين الحشرتين. ويعتبر نبات الفوة مصدرًا آخرًا للصباغ الأحمر. وقد كانت الفوة تجنى في معظم أرجاء العالم العربي وفي إيران. فالصباغ المستخرج من جذورها أصبح مهمًا جدًا بحيث ذهب ابن البسال في وصف زراعته كل مذهب. تشكل الحناء المصدر الثالث للصباغ الأحمر. وهي تنبت في سورية ومصر. إلا أن ابن الأخوة نصح السلطات (المحتسب) بعدم استعمالها بدلا من الفوة، لأن الأخيرة كانت أكثر ثباتًا. كما استخرج الصباغ الأحمر من نبات البقم الهندي (Caesalpinia sappan)، المعرف حاليًا بخشب البرازيل، وأيضًا هنا، مان الدليل المكتوب للمحتسب يحذر من لونه غير الثابت. ويجب الإشارة إلى أن الحشرة المذكورة سابقًا، والتي استخدمت كصباغ، ومرسخ لوني، لم تكن من اكتشاف العرب، فلقد كانت معروفة مسبقًا في الهند والصين.

## الأصبغة الزرقاء
كانت النيلة هي المصدر الأساسي للصباغ الأزرق. فقد كانت تجنى تقريبًا من كل بقاع الأراضي الإسلامية، وخصوصًا في فلسطين، كما كانت تجلب من الهند. النيلة، وهي مركب كيميائي ذو لون أزرق، كان يستخرج من أوراق النبات بطريقة موصوفة في المراجع العربية بينما وصفت طريقة زراعته بالتفصيل من قبل ابن العوام في نهاية القرن السادس وبداية القرن السابع الهجري (القرنين الثاني عشر والثالث عشر الميلادي).

## الأصبغة الصفراء
وقد كان هناك العديد من المصادر للون الأصفر ومن بينها العصفر أو القرطم (Carthamus tinctorius)، حيث تستخرج المواد الملونة من بتلات الزهور. المصادر الأخرى الأساسية كانت الزعفران (Crocus sativus)، والكركم، وouars (Memecylon tinctorium). بالإضافة إلى استخدام قشر الرمان وأوراق السماق في الصباغة وفي الدباغة.
إذا ما عدنا إلى الأناضول وجدنا النبتة المحلية (البليحاء)، وقد يستخرج من السماق أو الرمان أو التفاح أو زهور البابونج والأقحوان أو الصفران الهندي.

## الأصبغة الخضراء
أما بالنسبة للون الأخضر فقد تم الحصول عليه من الصباغة باللونين الأزرق والأصفر، ولكن بعض الأصبغة الخضراء تم الحصول عليه من نبات الدفنة (Daphnae cnidum) المعروف بالعربية باسم مثنان.

## الأصبغة الأرجوانية
لقد عرفت مدينتي صور وصيدا منذ العصور القديمة بالصباغ الأرجواني. فقد استعمل إفراز الرخويات داخل صدفة موركس. حيث يصبغ النسيج بالمستخلص الناتج عن غلي الأصداف. لايوجد المزيد من الشرح عن هذه العملية، مع أنها بقيت تمارس في سورية حتى نهاية القرن التاسع عشر.

## الأصبغة السوداء
استخرجت الأصبغة السوداء خصوصا من نبات العفص المضاف إليه كبريت الحديد (الزاج أو زيت الزاج). وأحيانًا يضاف هذا الخليط إلى النيلة الداكنة. ومن قشور ثمرة السنديان (مع إضافة ملح الحديد)
وقد يستخرج اللون البرتقالي من قشور البصل أو العصفر، وعندما يميل إلى البني يستخدم الحناء ولحاء شجر الصنوبر، وقد يستخرج البنفسجي من قشور الباذنجان، وبعض الأصبغة من الأكاسيد المعدنية مثل كربون النحاس الذي ينتج الأخضر، أو من التربة مباشرة مثل الأهرة (المغرة أو الأوكر).
وقد كانت المرسخات اللونية والمثبتات ضرورية من أجل ربط الأصبغة بألياف القماش، وقد استخدم لهذا الغرض، كبريتات الألمنيوم أو الشبة، المعروف باسم «حجر الشب». وقد كانت الشبة النقية مكون أساسي في عمليات الصباغة.
وتفرض الشروط النوعية للمادة تنوّع المعالجات الصباغية، فشعر الماعز الذي يوضع في الخيام لا يُصبغ بطريقة صوف الغنم نفسها، يزداد في هذه الأخيرة اللون الأبيض من معاملته بمساحيق الطباشير والجبس أو كربونات الكالسيوم.

## اقرأ أيضًا
- الخيمياء والكيمياء في العهد الإسلامي